# Mercedes-Benz Sonderklasse
Pour un article plus général, voir Liste des véhicules chez Mercedes-Benz.

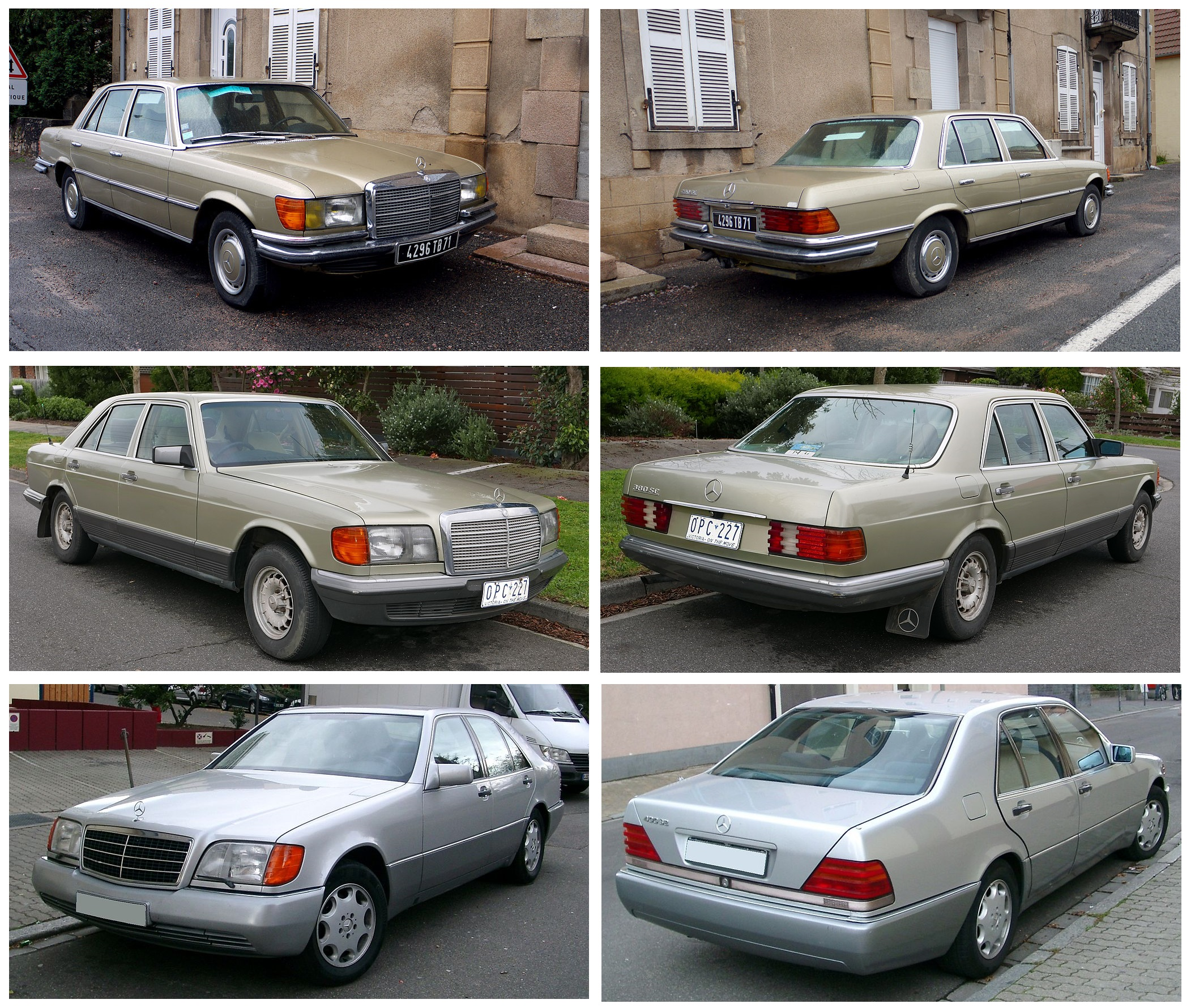
Les trois dernière génération de la Sonderklasse.

La Mercedes-Benz Sonderklasse (« classe spéciale » en français) est une gamme d'automobile luxueuse du constructeur allemand Mercedes-Benz existant en berline, limousine, coupé et cabriolet. Un total de neuf générations ce succèdent entre 1956 et 1991.
La première Classe S, datant officiellement de 1993 (Type 140 phase 2), remplace la Type 140 phase 1, faisant elle, partie de la Sonderklasse.

## Historique
Lancée en 1956, Mercedes-Benz présente la 220 S Type 180 en trois carrosseries (berline, coupé et cabriolet) ; S pour Sonderklasse (« classe spéciale » en français). Deux ans plus tard sort la 220 SE Type 128, identique à la précédente mais motorisé avec un système injection. Ces modèles gardent le même design que d'autres gammes inférieures à la marque, dénommées « Ponton ».
Vient ensuite, en 1959, les Types 111 et 112, faisant partit des « Heckflosse », remplaçant ainsi les modèles Ponton. Ces deux versions haut de gamme sont remplacées par les Types 108 et 109, disposant d'un design proche mais une conception plus élaboré.
Mercedes-Benz change ensuite totalement les looks de leurs voitures de luxe en présentant la Type 116 en 1972, puis la Type 126 en 1979, et enfin la Type 140 et 1991.
En 1993, Mercedes-Benz a lancé les Classes et tous les modèles en production durant cette période changèrent de dénomination. La berline Type 140 en fit partie et passa donc de la Sonderklasse, en Classe S. Quant au coupé, il fut passé sous la dénomination de Classe CL en 1996.

### Résumé de la Sonderklasse
| Générations                          | Production                                  | Dérivés de chez Mercedes-Benz | Modèles similaires                                                             |
| ------------------------------------ | ------------------------------------------- | ----------------------------- | ------------------------------------------------------------------------------ |
| W 180 II (1956 - 1959)               |                                             |                               |                                                                                |
| W 128 (1958 - 1960)                  |                                             |                               |                                                                                |
| W 111 et W 112 (1959 - 1968)         |                                             |                               |                                                                                |
| W 108 et W 109 (1965 - 1973)         |                                             |                               | Jaguar XJ6                                                                     |
| W 116 ; V 116 (1972 - 1981)          |                                             |                               | BMW E3 puis BMW Série 7 (E23)                                                  |
| W 126 ; V 126 ; VV 126 (1979 - 1991) |                                             |                               | BMW Série 7 (E23)                                                              |
| W 140 ; V 140 ; VV 140 (1991 - 1994) | 406 710 exemplaires (1991 à 1998 - berline) | Classe E (W 124 - 500E)       | BMW Série 7 (E32) ; Jaguar XJ40 ; Lexus LS (XF10) ; Rolls-Royce Silver Spirit. |

## 4egénération - Types 111 et 112(1959 - 1968)
Mercedes-Benz Heckflosse (Types 111/112)
La Mercedes-Benz Type 111/112 est une berline de luxe à moteur 6 cylindres produite de 1959 à 1968 par le constructeur allemand Mercedes-Benz. Elle remplacera les voitures W180 et W128 du type Ponton des années 1950.

## 6egénération - Type 116(1972 - 1981)
La Mercedes-Benz Type 116 est un véhicule Grand Tourisme à moteur 6 cylindres et V8, produit de 1972 à 1980.
La Mercedes-Benz W116 est une des séries haut de gamme fabriquées par la marque automobile allemande Mercedes-Benz. Présentée en 1972 comme successeur des modèles W108, la W116 est la première génération de la Mercedes-Benz Sonderklasse, « classe spéciale ». La W116 a été initialement présentée avec des moteurs 6 cylindres en ligne, V8, et turbo diesel 5 Cylindres.

## 7egénération - Type 126(1979 - 1991)
La Mercedes-Benz Type 126 a été l'une des séries haut de gamme fabriquées par la marque automobile allemande Mercedes-Benz.
Présentée en septembre 1979 comme le successeur des modèles 116, la 126 est la deuxième génération de la Mercedes-Benz Sonderklasse se référant à « classe spéciale ».
La Type 126 a été initialement présentée avec des moteurs essence 6 cylindres en ligne et V8, et turbo diesel 5 et 6 cylindres en ligne.
En septembre 1981, les versions coupé 2 portes C126 du Type 126 ont été introduites.
Comparée à la génération précédente, la 126 est plus aérodynamique, économique et puissante. Elle incarne en outre un nouveau style qui a ensuite été repris sur d'autres véhicules de la gamme.
La série 126 a introduit plusieurs innovations en matière de sécurité, dont le premier coussin gonflable de sécurité (« airbag ») de série sur une voiture européenne, la ceinture de sécurité à prétensionneurs et le contrôle de la traction.

## 8egénération - Type 140 phase 1(1991 - 1994)
Mercedes-Benz Classe S/Classe CL (Type 140)
La Mercedes-Benz Type 140 est une série de véhicules haut de gamme du constructeur automobile allemand Mercedes-Benz. Elle fut produite de juillet 1991 à septembre 1998 et a reçu deux restylages, en 1994 et 1997. Le constructeur a principalement fabriqué ce modèle en trois carrosseries différentes : en berline tricorps à quatre portes standard (W140) et longue (V140), ainsi qu'en coupé deux portes (C140). Une version limousine (VV140) a également été proposée à partir de septembre 1995.
En 1993, Mercedes-Benz a lancé les Classes et tous les modèles en production durant cette période changèrent de dénomination. La berline Type 140 en fit partie et passa donc de la Sonderklasse (« classe spéciale » en français), lancée dans les années 1970 avec la Type 116, en Classe S. Quant au coupé, il fut passé sous la dénomination de Classe CL en 1996.
En septembre 1998, après huit années de production, la 140 fut arrêtée avec plus de 430 000 exemplaires fabriqués. La berline a été remplacée par la Classe S Type 220 et la version coupé par la Classe CL Type 215. Quelques exemplaires sont vendus jusqu'à début 1999 afin d'écouler les derniers stocks. Les modèles blindés V140 et VV140 ont été disponibles jusqu'en 2000,,.